# Solfrid Heier
Solfrid Heier, född 20 september 1945, är en norsk skådespelare, som även spelat in skivor under artistnamnet Winnie. 1967 deltog Heier i Norges uttagning till Eurovision Song Contest och kom på tredje plats med sången Skitur.

## Diskografi (Sverige)
- 1965 – Tänk om han säger nej / Usla karl (under artistnamnet Winnie på Karusell KFF 625)

## Filmografi (urval)
- 1968 – Olsenbanden och guldstatyetten
- 1969 – Brent jord
- 1974 – Under en steinhimmel
- 1992 – Krigarens hjärta
- 1993 – Fredrikssons fabrik (TV-serie)
- 2000 – Hotel Cæsar (TV-serie)